# ایزابل هپگود
ایزابل هپگود (انگلیسی: Isabel Florence Hapgood; ۲۱ نوامبر ۱۸۵۱ – ۲۶ ژوئن ۱۹۲۸) نویسنده، مترجم به خصوص زبان روسی و زبان فرانسوی اهل ایالات متحده آمریکا بود.